# Antonino Leto

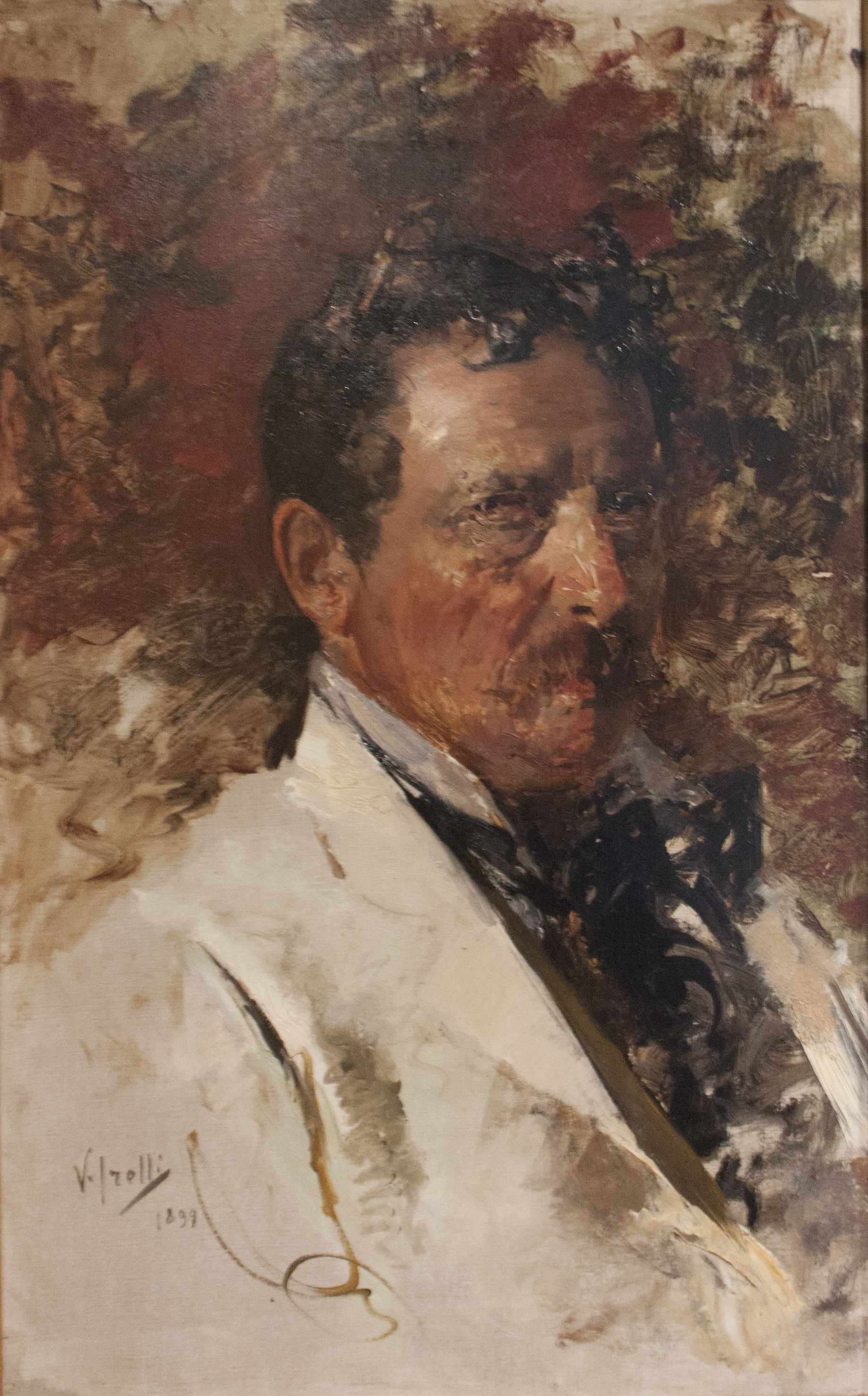
Vincenzo Irolli: Porträt des Malers Antonino Leto, Öl auf Leinwand (1899)

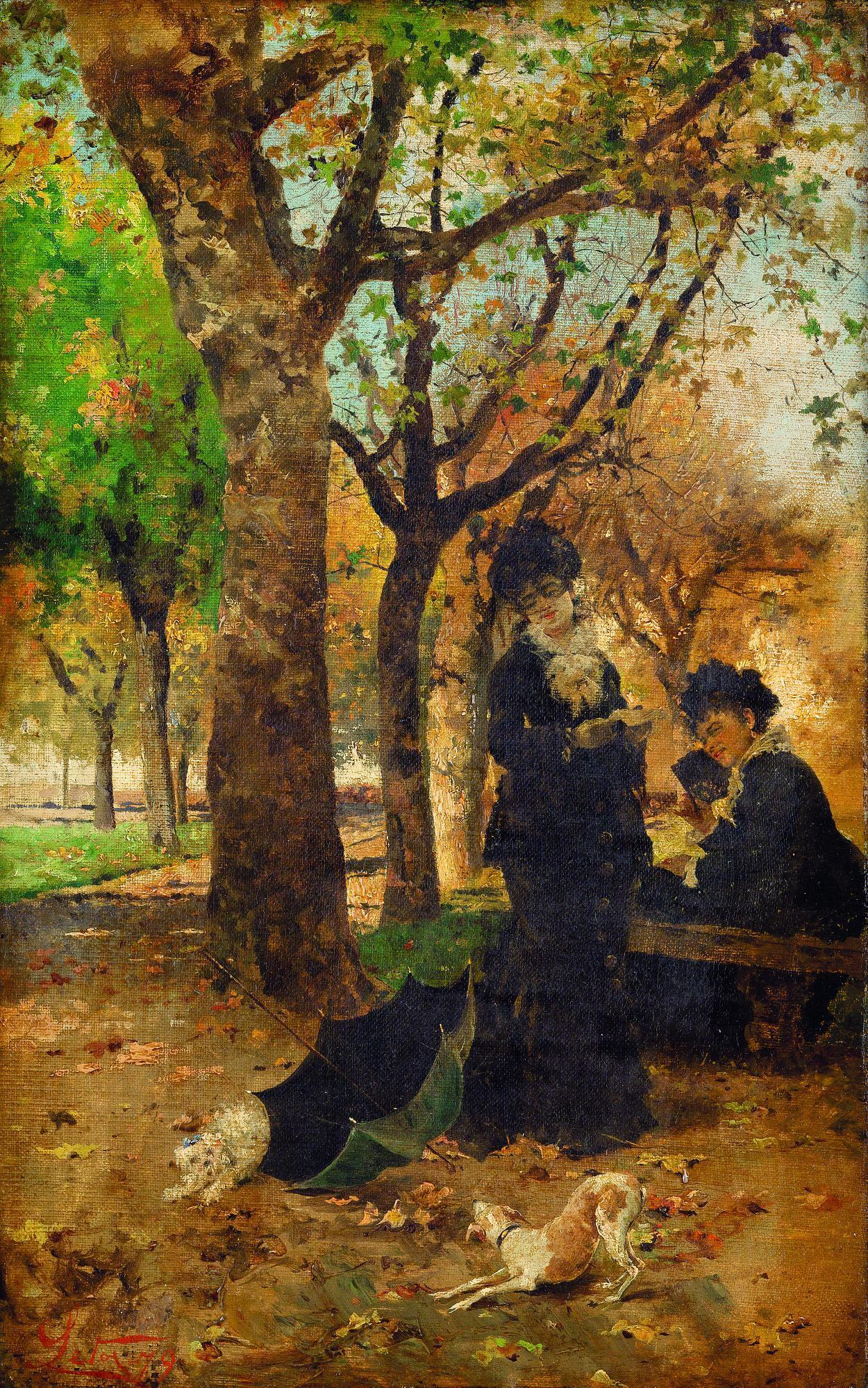
Antonino Leto: Im Park (1879)

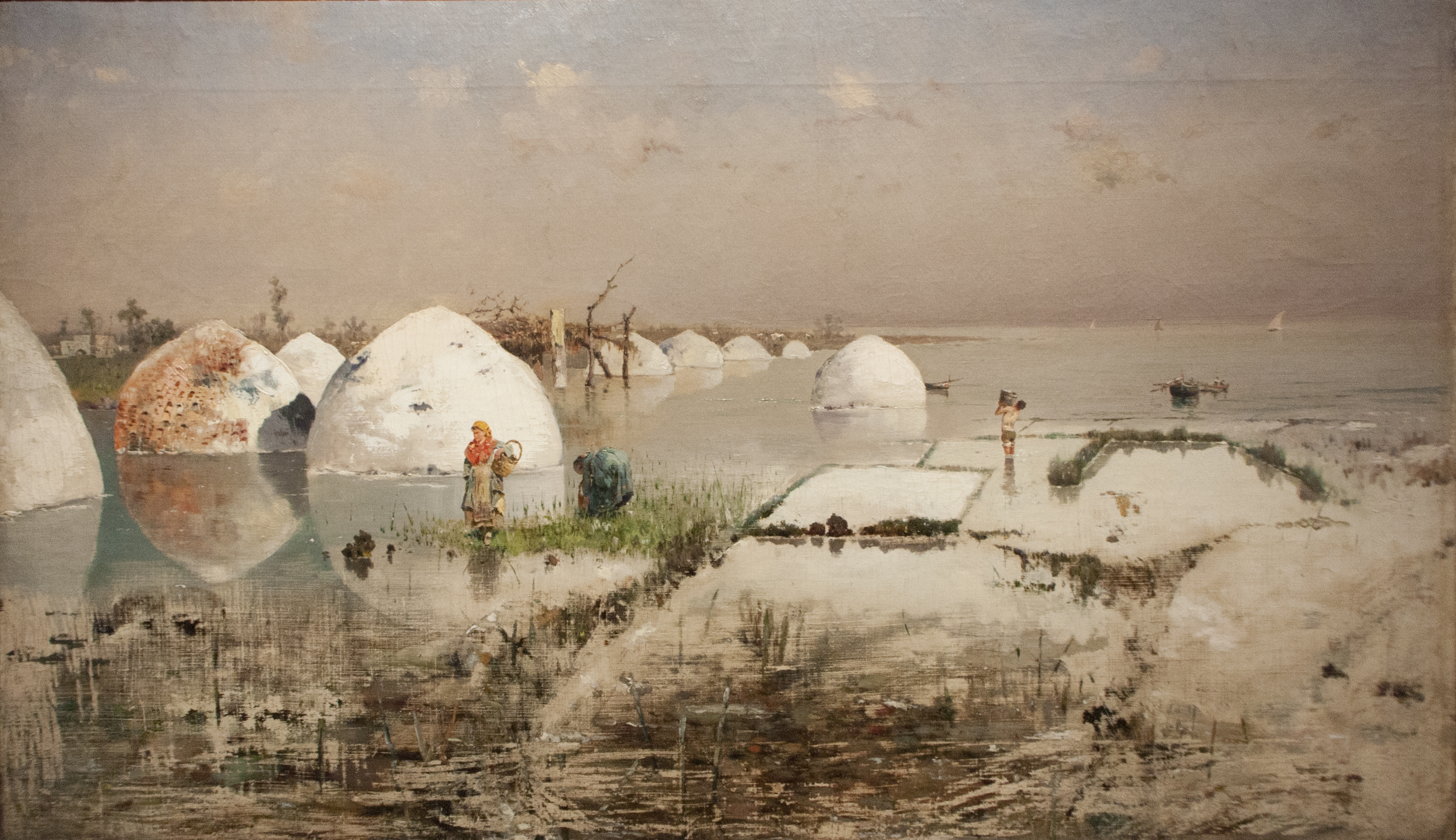
Antonino Leto: Saline di Trapani, Öl auf Leinwand (1881)

Antonino Leto (geboren 14. Juni 1844 in Monreale, Königreich beider Sizilien; gestorben 31. Mai 1913 in Capri) war ein italienischer Maler.

## Leben
Antonino Leto war ein Sohn des Pietro Leto und der Caterina Puleo. Er brach 1861 sein Studium der alten Sprachen ab und studierte, unterstützt durch ein Stipendium seiner Heimatstadt, Malerei in Palermo bei Luigi Barba und Luigi Lojacono, wo er den Malstil der Gebrüder Palizzi und Francesco Lojacono kennenlernte. Ab 1864 studierte er in Neapel und erhielt Unterricht von Adriano Cecioni. Er interessierte sich für die Malerei   Giuseppe De Nittis’ und der Scuola di Resìna. 1870 konnte er in Sizilien erste Ankäufe verzeichnen und erhielt erste Auszeichnungen.
1873 freundete er sich mit Francesco Paolo Michetti an. Er erhielt 1875 ein vierjähriges Stipendium der römischen Akademie und hielt sich in Rom und Neapel auf. 1879 ging er für ein Jahr nach Paris und studierte die Malerei des französischen Impressionismus.
1880 malte er in Palermo einen Raum in der Villa des Senators Ignazio Florio aus und Fresken in dessen Villa ai Colli. Seit 1882 arbeitete er auf Capri, nahm aber weiterhin am nationalen und internationalen Ausstellungsbetrieb teil, so an einer Ausstellung im Glaspalast München 1894, an der Weltausstellung Paris 1889 und an der Biennale Venedig 1910.
Die Galleria d’Arte Moderna in Palermo richtete nach ihrem Umzug 2006 einen Saal ihrer Sammlung für Leto ein und führte vom 13. Oktober 2018 bis zum 10. Februar 2019 eine Ausstellung unter dem Titel Tra l’epopea dei Florio e la luce di Capri durch.